# Erektilní dysfunkce
Pojmem erektilní dysfunkce (zkráceně ED) se označují u mužů přetrvávající potíže při dosahování a udržení erekce dostatečné pro úplný pohlavní styk. Často je používán výraz impotence. ED nemá nic společného s plodností nebo schopností prožívat orgasmus. ED postihuje erekci, a tím znemožňuje se do tohoto stadia vůbec dostat.

## Rozšíření dysfunkce
Mužská erektilní dysfunkce je jednou z vůbec nejčastějších poruch sexuálních funkcí. Odhady uvádějí, že některým z jejích stupňů trpí až polovina všech mužů po překročení čtyřicátého roku věku. S přibývajícími léty se počty ještě zvyšují. Na celém světě se problémy s erekcí trápí odhadem až 152 milionů mužů. Podle některých průzkumů přiznává v České republice poruchu erekce každý druhý muž starší 40 let. Není to tedy problém nikterak vzácný.
Mnozí muži mívají občas problémy s erekcí, to však neznamená, že by se u nich ED měla stát chronickým problémem. Aby byla v případě takových potíží stanovena diagnóza ED, musely by se objevovat pravidelně. Potíže s erekcí se nemusí vyskytnout pokaždé, když hodláte uskutečnit pohlavní styk. Objevují se však v určitém časovém horizontu opakovaně.

## Projevy dysfunkce
V zásadě se jedná o poruchu v některém ze tří základních prvků určujících kvalitu erekce:
- schopnost dosáhnout erekce
- dostatečné ztopoření penisu
- schopnost udržet erekci

## Stupně erekce
- Stupeň 0: Penis není pevný a nezvětší se
- Stupeň 1: Penis je větší (než obvykle), ale není pevný.
- Stupeň 2: Penis je pevný, avšak ne dostatečně pro průnik. Muž cítí vzrušení, ale penis se chová jinak.
- Stupeň 3: Penis je dostatečně pevný pro průnik, avšak není úplně tvrdý.
- Stupeň 4: Penis je úplně tvrdý.
- Stupeň 5: Penis je tvrdý jako kost až bolí – priapismus.

## Změny v kvalitě erekce
Změny v kvalitě erekce mohou mít celou řadu příčin. Objeví se v okamžiku, kdy z nějakého důvodu selže některá ze složek důležitých pro dostatečné ztopoření penisu. S přibývajícím věkem si muži obvykle všimnou, že jim dosahování erekce trvá déle. Pozorují, že jejich pohlavní úd při ní již není tak tuhý, jako býval, a že k vyvrcholení dochází později. Jedná se o normální změny, které mají souvislost se stárnutím, a které by se tedy neměly zaměňovat za ED. Erektilní dysfunkce není součástí procesu stárnutí a je dobře léčitelná. Erektilní dysfunkce bývá u mužů výrazně svázána s dalšími zdravotními poruchami. Obvykle se jedná o určitý příznak nějakého jiného zdravotního problému. Proto by se rozhodně neměla podceňovat.
Některé případy ED jsou způsobeny pouze psychickými problémy. Většina má ale organický základ. Erektilní dysfunkce je velmi citlivý indikátor celkového zdraví a může být prvním příznakem nemoci. Je faktem, že do 40 let věku má 90 procent mužů alespoň jeden zážitek, kdy erekce nebylo možné dosáhnout či kdy nebyla natolik pevná, aby bylo možné uskutečnit styk. Erekce může vždy ochabnout, ale pokud muž zůstane v klidu a dál bude aktivní v erotickém a sexuálním procesu, často není problém jí znovu dosáhnout. Na vině mohou být užívané léky, stres nebo špatná životospráva.
Existují spolehlivé metody na podporu erekce. Aplikací některých z nich mohou muži výrazně prodloužit svůj aktivní sexuální život. Výběr metody (či několika metod) závisí na stupni problému a je doporučeno vždy konzultovat s urologem nebo sexuologem.

## Psychické problémy
Impotence může vzniknout i z psychických důvodů – například problémy v práci, nebo špatná situace ve vztahu/manželství. V případě opakovaných selhání dojde k narušení psychiky muže, který se pak mylně domnívá, že má problémy s erekcí ze zdravotních důvodů. Pokud však přitom bez problémů dosáhne sám erekce při masturbaci nebo mívá tzv. ranní erekci, je problém pouze psychického rázu.
Příčinou erektilní dysfunkce může být i stres a úzkost. Přestože stres v malém množství může být motivující, v dlouhodobějším horizontu může u mužů naopak zvyšovat pravděpodobnost poruchy erekce.
Na poruchách erekce se u mužů projevuje ale také nedostatek pohybu, nedodržování správné životosprávy a nadváha. Pro udržení zdraví a minimalizaci rizika vzniku chronických onemocnění se doporučuje, aby dospělý zdravý muž cvičil 30 minut alespoň 5× týdně.[zdroj⁠?!] Nadváha vystavuje člověka riziku různých zdravotních obtíží jako například srdeční onemocnění a diabetes. Tyto choroby u člověka zpětně zvyšují pravděpodobnost objevení se poruch erekce. Výzkumy prokazují,[zdroj⁠?!] že snížení nadměrné hmotnosti může pomoct zlepšit funkci erekce.

## Léky negativně ovlivňující erekci
Jedná se o takové léky, které mají negativní vliv a tedy mohou způsobovat ED.
| Skupina léků     | Léčivo resp. účinná látka | Alternativa s nižším vlivem na erekci                                                             |
| Antihypertenziva | beta-adrenergní blokátory (propranolol, atenolol), thiazidová diuretika (hydrochlorothiazid), dihydralazin                                                               | alfa-adrenergní blokátory; ACE inhibitory; blokátory vápníkového kanálu                           |
| Diuretika        | thiazidová diuretika; kalium šetřící diuretika (spironolakton); inhibitory karboanhydrázy (acetazolamid)                                                                 | diuretika se silnými účinky (furosemid)                                                           |
| Antidepresiva    | selektivní inhibitory zpětného vychytávání serotoninu (fluoxetin, paroxetin, sertralin); tricyklická antidepresiva (amitriptylin, imipramin); inhibitory onoaminooxidázy | nová léčiva, jako např. bupropion, trazodon nebo moclobemid. Data ke srovnání nejsou k dispozici. |
| Antipsychotika   | fenothiaziny (chlorpromazin, thioridazin); karbamazepin; risperidon | nová léčiva, data ke srovnání nejsou k dispozici                                                  |
| Hormony          | antiandrogeny (cyproteron); LHRH analoga; estrogeny | v závislosti na diagnóze, dle posouzení odborného lékaře                                          |
| Hypolipidemika   | gemfibrozil; klofibrát | statiny (pravastatin, simvastatin)                                                                |
| Antiepileptika   | fenytoin; karbamazepin | dle posouzení odborného lékaře                                                                    |
| Antiparkinsonika | levodopa | dle posouzení odborného lékaře                                                                    |
| Antiulceróza     | H2 antagonisté (cimetidin, famotidin, ranitidin) | inhibitory protonové pumpy (omeprazol, esomeprazol)                                               |
| ostatní          | alopurinol; indometacin; disulfiram, fenothiazinová antihistaminika; fenothiazinová antiemetika (prochlorperazin)                                                        | —                                                                                                 |